# توم ثاير
توم ثاير (بالإنجليزية: Tom Thayer)‏ هو لاعب كرة قدم أمريكية أمريكي، ولد في 16 أغسطس 1961 في جوليت في الولايات المتحدة.

## وصلات خارجية
- توم ثاير على موقع مرجع كرة القدم المحترفة.كوم (الإنجليزية)